# Lihus
Ne doit pas être confondu avec le Bois de Lihus, hameau de la commune de Moyvillers (Oise).
Lihus est une commune française située dans le département de l'Oise en région Hauts-de-France.

## Géographie

### Localisation
Lihus est un village picard du Beauvaisis jouxtant Crèvecœur-le-Grand situé à 20 km à vol d'oiseau au nord de Beauvais, 8 km au nord-est de Marseille-en-Beauvaisis et 27 km de Gournay-en-Bray, 10 km au sud-est de Grandvilliers et 37 km au sud-ouest d'Amiens.
Lihus est traversé par le sentier de grande randonnée GR 125.
La commune se trouve dans l'aire d'attraction de Beauvais ainsi que dans sa zone d'emploi, et dans le bassin de vie de Crèvecœur-le-Grand.

### Communes limitrophes
Les communes limitrophes sont  Blicourt, Crèvecœur-le-Grand, Haute-Épine, Hétomesnil et Prévillers.
| Prévillers  | Hétomesnil |                    |
|             | Lihus      | Crèvecœur-le-Grand |
| Haute-Épine | Blicourt   |                    |

### Géologie et relief
La superficie de la commune est de 16,03 km2 ; son altitude varie de 134  à   195 mètres.
Louis Graves indiquait en 1833 que le territoire communal « de forme circulaire, constitue une plaine sur laquelle plusieurs ravins prennent naissance. Le chef-lieu est dans une position centrale. Il forme une agglomération considérable, parce que les rues se coupent à angle droit, et que les maisons sont séparées par des jardins qui donnent de l'étendue au village : ces jardins sont plantés d'arbres qui dérobent la vue des maisons à une courts distance ».

### Hydrographie

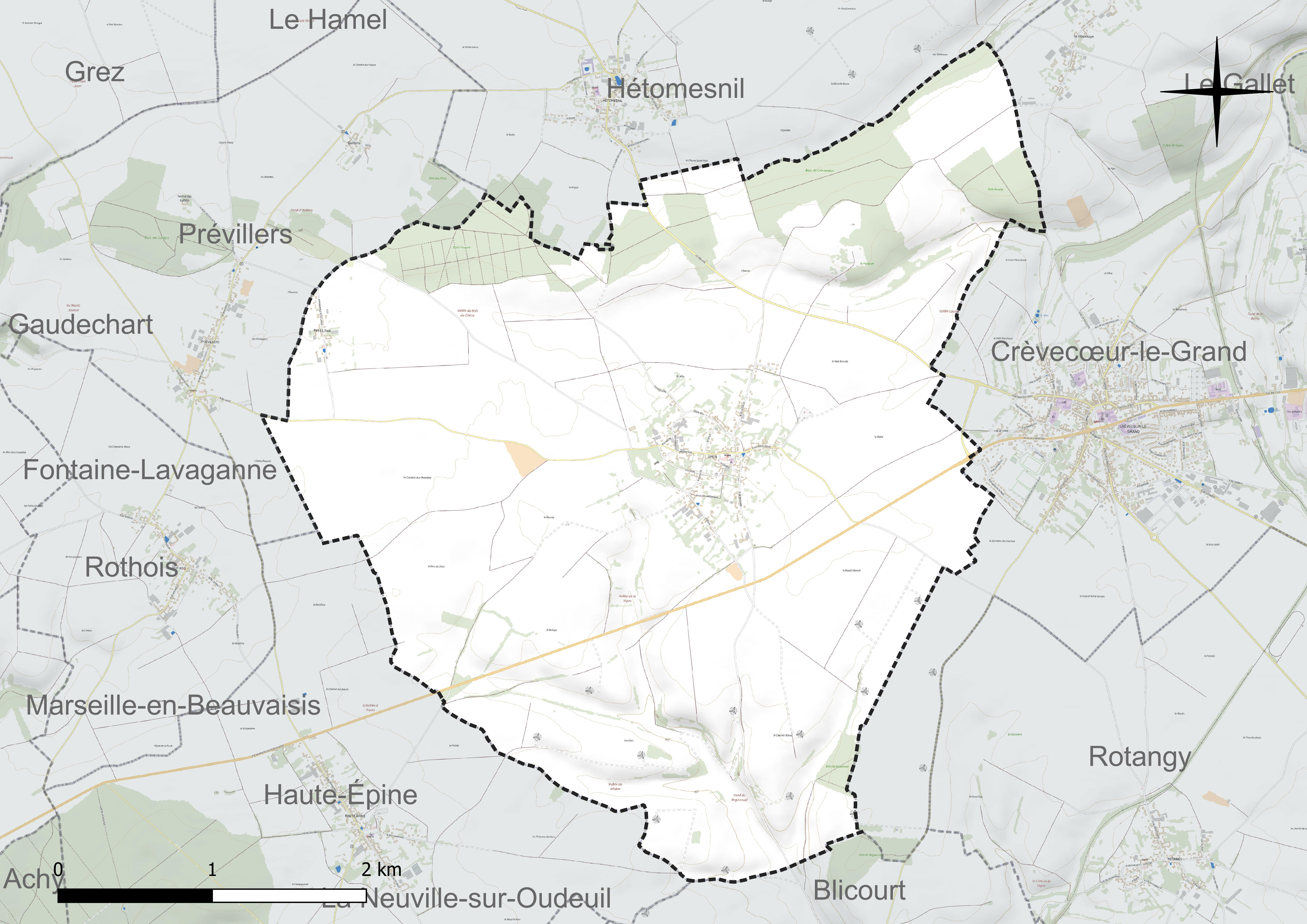
Réseau hydrographique de Lihus.

La commune est traversée par la ligne de partage des eaux entre les bassins hydrographiques Artois-Picardie et Seine-Normandie.
Elle n'est drainée par aucun cours d'eau.

### Climat
Pour des articles plus généraux, voir Climat des Hauts-de-France et Climat de l'Oise.
En 2010, le climat de la commune est de type climat océanique dégradé des plaines du Centre et du Nord, selon une étude du CNRS s'appuyant sur une série de données couvrant la période 1971-2000. En 2020, Météo-France publie une typologie des climats de la France métropolitaine dans laquelle la commune est exposée à un climat océanique et est dans la région climatique Nord-est du bassin Parisien, caractérisée par un ensoleillement médiocre, une pluviométrie moyenne régulièrement répartie au cours de l'année et un hiver froid (3 °C).
Pour la période 1971-2000, la température annuelle moyenne est de 10 °C, avec une amplitude thermique annuelle de 14,2 °C. Le cumul annuel moyen de précipitations est de 797 mm, avec 12,2 jours de précipitations en janvier et 8,6 jours en juillet. Pour la période 1991-2020, la température moyenne annuelle observée sur la station météorologique la plus proche, située sur la commune de Saint-Arnoult à 16 km à vol d'oiseau, est de 10,4 °C et le cumul annuel moyen de précipitations est de 797,2 mm,. Pour l'avenir, les paramètres climatiques de la commune estimés pour 2050 selon différents scénarios d'émission de gaz à effet de serre sont consultables sur un site dédié publié par Météo-France en novembre 2022.

## Urbanisme

### Typologie
Au 1er janvier 2024, Lihus est catégorisée commune rurale à habitat dispersé, selon la nouvelle grille communale de densité à sept niveaux définie par l'Insee en 2022.
Elle est située hors unité urbaine. Par ailleurs la commune fait partie de l'aire d'attraction de Beauvais, dont elle est une commune de la couronne,. Cette aire, qui regroupe 162 communes, est catégorisée dans les aires de 50 000 à moins de 200 000 habitants,.

### Occupation des sols

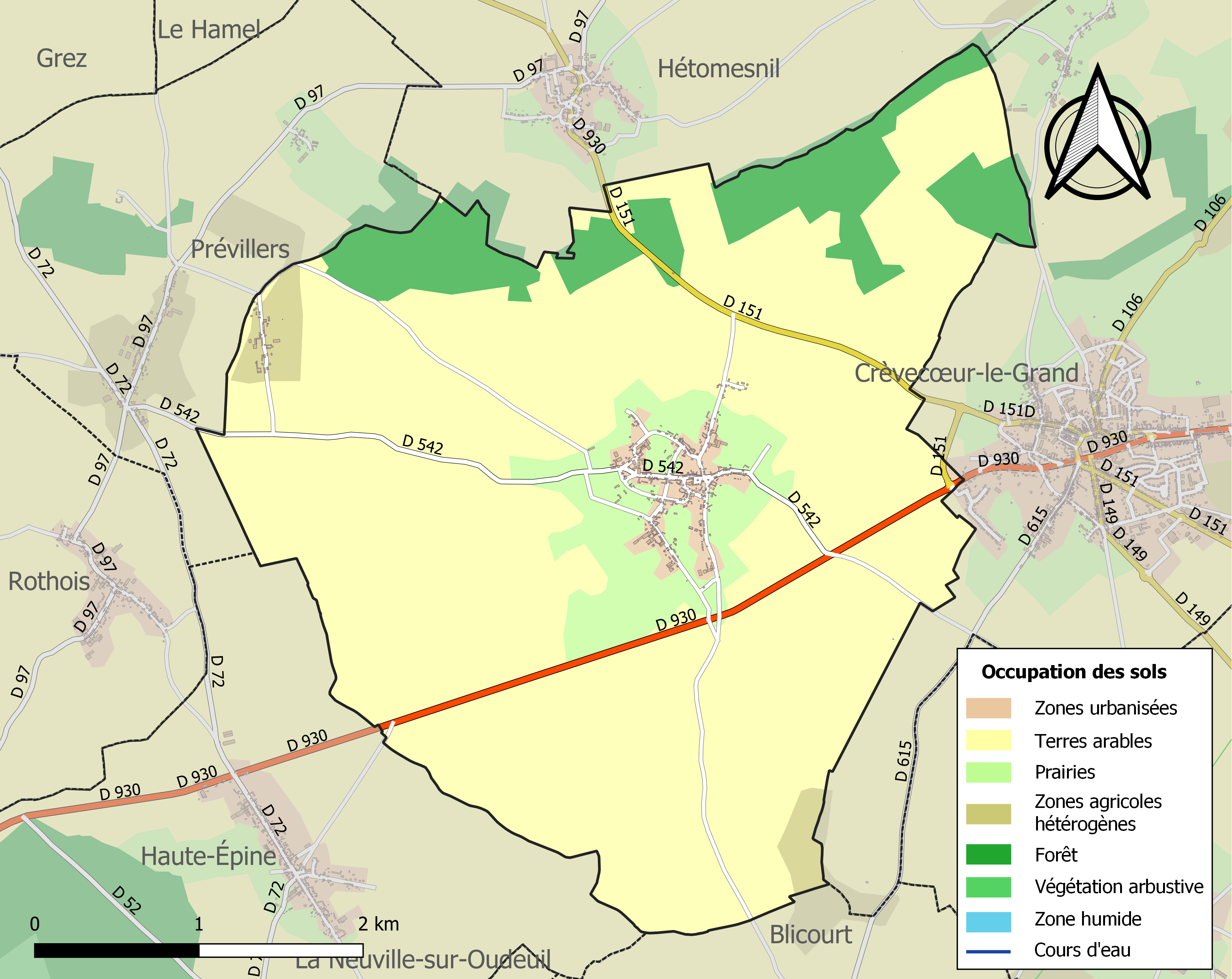
Carte des infrastructures et de l'occupation des sols de la commune en 2018 (CLC).

L'occupation des sols de la commune, telle qu'elle ressort de la base de données européenne d'occupation biophysique des sols Corine Land Cover (CLC), est marquée par l'importance des territoires agricoles (87,8 % en 2018), une proportion identique à celle de 1990 (87,8 %).
La répartition détaillée en 2018 est la suivante : terres arables (77,8 %), forêts (10 %), prairies (7,9 %), zones urbanisées (2,2 %), zones agricoles hétérogènes (2,1 %).
L'évolution de l'occupation des sols de la commune et de ses infrastructures peut être observée sur les différentes représentations cartographiques du territoire : la carte de Cassini (XVIIIe siècle), la carte d'état-major (1820-1866) et les cartes ou photos aériennes de l'IGN pour la période actuelle (1950 à aujourd'hui).

### Habitat et logement
En 2021, le nombre total de logements dans la commune était de 187, alors qu'il était de 181 en 2016 et de 167 en 2011.
Parmi ces logements, 89,8 % étaient des résidences principales, 5,3 % des résidences secondaires et 4,8 % des logements vacants. Ces logements étaient pour 99,5 % d'entre eux des maisons individuelles et pour 0,5 % des appartements.
Le tableau ci-dessous présente la typologie des logements à Lihus en 2021 en comparaison avec celle de l'Oise et de la France entière. Une caractéristique marquante du parc de logements est ainsi une proportion de résidences secondaires et logements occasionnels (5,3 %) supérieure à celle du département (2,4 %) mais inférieure à celle de la France entière (9,7 %).
| Typologie                                               | Lihus | Oise | France entière |
| ------------------------------------------------------- | ----- | ---- | -------------- |
| Résidences principales (en %)                           | 89,8  | 90,5 | 82,2           |
| Résidences secondaires et logements occasionnels (en %) | 5,3   | 2,4  | 9,7            |
| Logements vacants (en %)                                | 4,8   | 7    | 8,1            |

### Voies de communication et transports
Le village est desservi par l'ancienne RN 30 (actuelle RD 930).
La commune est desservie, en 2023, par les lignes 614, 616, 6103 et 6109 du réseau interurbain de l'Oise.

## Toponymie
Attesté sous les formes Lyhus 1035, Lehutz en 1146, Lihuis en 1155, Lehus en 1172, Liehuez en 1189, Lius en 1252, Lihus en Beauvoisis en 1456, Lihu en 1667, Lihus-le-Grand dans la seconde moitié du XVIIIe siècle, par opposition à Lihus-le-Petit (aujourd'hui écart sur le territoire de la commune),.
Il s'agirait d'un composé avec l'appellatif germanique (saxon ou franc) hus, maison (cf. vieil anglais hūs, mod. house ; vieux haut allemand hus, mod. Haus) précédé d'un élément indéterminé. Peut-être une hypothèse pour l'entrée, la porte de la maison.
Ernest Nègre explique l'ensemble par le nom de personne germanique Leduis, qui serait devenu Lihuis, par lénition du [d] intervocalique. Si cette hypothèse est possible phonétiquement, elle n'est pas confortées les formes les plus anciennement connues : Lyhus en 1035, Lehutz en 1146 et la forme contemporaine Lihus.

## Histoire

### Moyen Âge
Selon Louis Graves, « Lihus forma de bonne heure une seigneurie importante qui comprenait dans son étendue les terres d'Hétomesnil et de Crevecceur.
Cette seigneurie appartenait , dans le quatorzième siècle, à Arnauld de Corbie, chanoine de Beauvais. premier président au parlement de Paris, qui, de 1388 à 1413, fut trois fois chancelier de France.
À la même époque , et plus d'un siècle avant, il y avait à Lihus un château fortifié dont il reste encore [en 1833]  quelques fondements près de l'église; on en connaît la place sous le nom de Vieux-Catel. Selon la tradition locale, ce château communiquait, par des souterrains, avec celui de Francastel, qui est éloigné de deux lieues. Une tradition semblable existe dans le département l'égard des châteaux de Vaumain et de Trie, de Pierrefonds et de Saint-Jean-au-Bois, de Noyers et de Froissy, etc. Il est difficile de croire à son exactitude ».

### Temps modernes
En 1659, Adrien Hanivel de Mannevillette achète à Nicolas Alexandre (comte de Gouffier, marquis de Crèvecœur et baron de Engoudessen), la terre et le marquisat de Crèvecœur, et la seigneurie de Lihus. Il obtient l'érection de la terre de Lihus en comté de Mainevilette par Lettres patentes du 15 juin 1677, et le village prend alors le nom du comté, sous lequel il est désigné dans plusieurs livres et cartes au XVIIIe siècle. Les .terres de Blicourt, Ply-sur-Thérines, Morvillers,  Grocourt, Songeons, relevaient du comté de Mainevilette.
En 1701 la fille du comte de Mannevillette, la comtesse de Clermont Tonnerre, hérite avec sa mère du comté. La comtesse de Mannevillette décédera à l'âge de 98 ans. Les comtes de Mannevillette sont inhumés dans la chapelle du château de Crèvecœur. La comtesse de Clermont Tonnerre vend les terres de la seigneurie de Mannevillette à Jean Baptiste d'Apres de Blangie.
Le titre de comte de Mannevillette est transmis à la maison de Clermont-Tonnerre et plus tard à celle de la Rochefoucauld-Liancourt jusqu'à la Révolution. À partir de 1686, la famille Chrestien de Poly et de Lihus est seigneur de Lihus jusqu'à la Révolution. elle restera à la tête de la commune de Lihus de la Révolution à 1930, soit 140 ans environ.

### Époque contemporaine
En 1833, on compte sur le territoire communal trois moulins à vent. Les habitants fabriquent alors des serges et des objets de bonneterie.

Lihus au tout début du XXe siècle
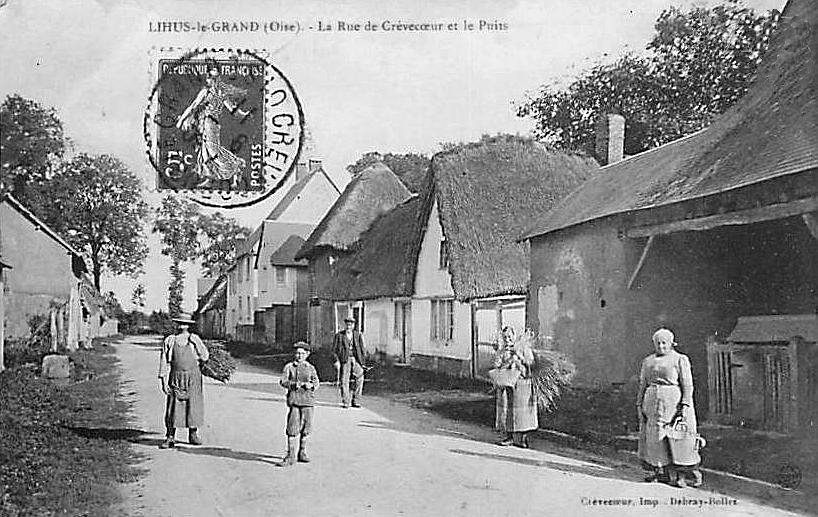
La rue de Crèvecœur et le puits.
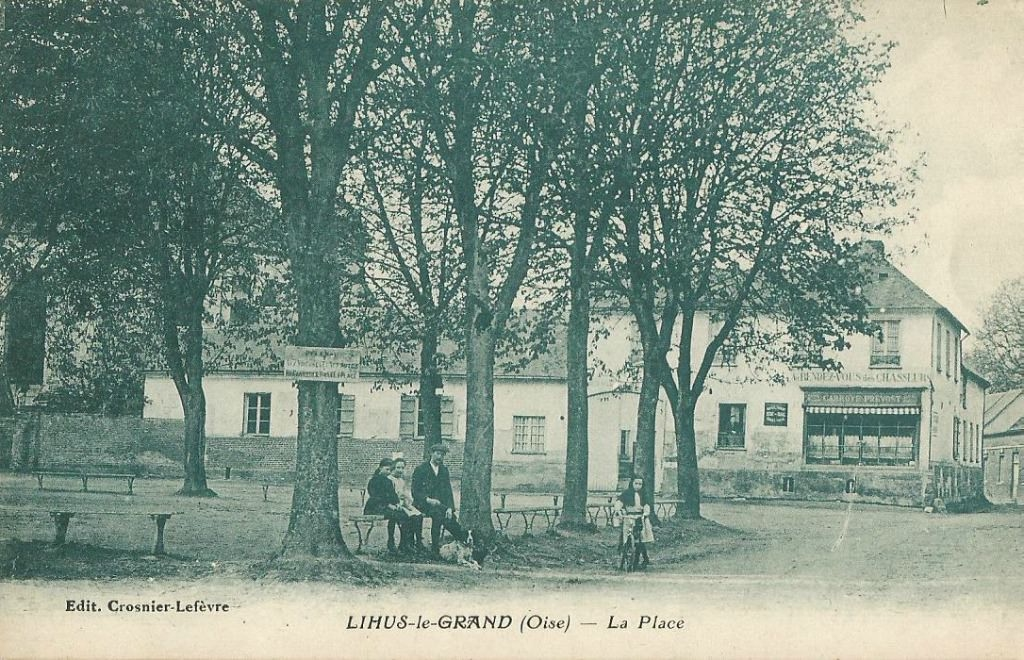
La place.
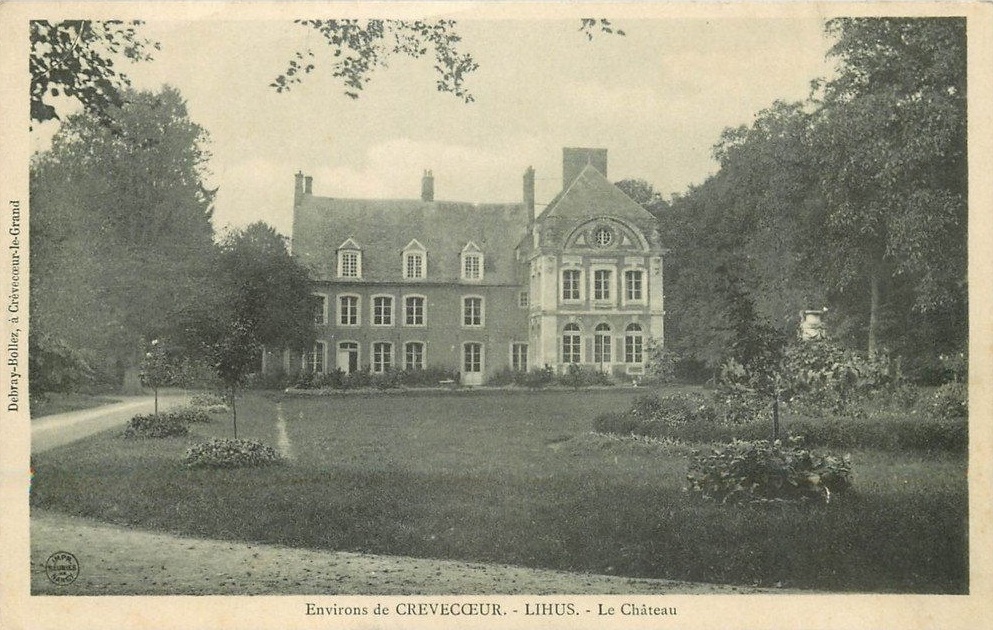
Le  château.

## Politique et administration

### Rattachements administratifs et électoraux

#### Rattachements administratifs
La commune se trouve dans l'arrondissement de Beauvais du département de l'Oise.
Elle faisait partie depuis 1801 du canton de Marseille-en-Beauvaisis. Dans le cadre du redécoupage cantonal de 2014 en France, cette circonscription administrative territoriale a disparu, et le canton n'est plus qu'une circonscription électorale.

#### Rattachements électoraux
Pour les élections départementales, la commune fait partie depuis 2014 du canton de Grandvilliers
Pour l'élection des députés, elle fait partie de la première circonscription de l'Oise.

### Intercommunalité
Lihus est membre de la communauté de communes de la Picardie verte, un établissement public de coopération intercommunale (EPCI) à fiscalité propre créé fin 1996  et auquel la commune avait transféré un certain nombre de ses compétences, dans les conditions déterminées par le code général des collectivités territoriales.

### Liste des maires
| Période                                  | Période                        | Identité          | Étiquette | Qualité                                                          |
| ---------------------------------------- | ------------------------------ | ----------------- | --------- | ---------------------------------------------------------------- |
| Les données manquantes sont à compléter. |                                |                   |           |                                                                  |
| 1972                                     | mars 2001                      | André Pecquet     |           |                                                                  |
| mars 2001                                | 27 novembre 2011               | Bernadette Évra   |           | Cadre à France Télécom. Morte en fonction                        |
| 18 janvier 2012                          | février 2023,                  | Thierry Levasseur |           | Chargé d'affaires dans une entreprise du bâtiment Démissionnaire |
| avril 2023                               | En cours (au 30 novembre 2023) | Odile Moittié     |           | Adjointe des cadres retraitée de l’hôpital de Grandvilliers      |

## Population et société

### Démographie

#### Évolution démographique
L'évolution du nombre d'habitants est connue à travers les recensements de la population effectués dans la commune depuis 1793. Pour les communes de moins de 10 000 habitants, une enquête de recensement portant sur toute la population est réalisée tous les cinq ans, les populations de référence des années intermédiaires étant quant à elles estimées par interpolation ou extrapolation. Pour la commune, le premier recensement exhaustif entrant dans le cadre du nouveau dispositif a été réalisé en 2005.

En 2022, la commune comptait 424 habitants, en évolution de +4,95 % par rapport à 2016 (Oise : +0,87 %, France hors Mayotte : +2,11 %).
| 1793  | 1800  | 1806  | 1821  | 1831  | 1836  | 1841  | 1846  | 1851 |
| ----- | ----- | ----- | ----- | ----- | ----- | ----- | ----- | ---- |
| 1 068 | 1 026 | 1 031 | 1 026 | 1 088 | 1 057 | 1 034 | 1 030 | 981  |

| 1856 | 1861 | 1866 | 1872 | 1876 | 1881 | 1886 | 1891 | 1896 |
| ---- | ---- | ---- | ---- | ---- | ---- | ---- | ---- | ---- |
| 907  | 860  | 762  | 710  | 701  | 630  | 644  | 605  | 597  |

| 1901 | 1906 | 1911 | 1921 | 1926 | 1931 | 1936 | 1946 | 1954 |
| ---- | ---- | ---- | ---- | ---- | ---- | ---- | ---- | ---- |
| 531  | 523  | 495  | 390  | 410  | 342  | 351  | 361  | 338  |

| 1962 | 1968 | 1975 | 1982 | 1990 | 1999 | 2005 | 2006 | 2010 |
| ---- | ---- | ---- | ---- | ---- | ---- | ---- | ---- | ---- |
| 328  | 342  | 310  | 296  | 322  | 309  | 351  | 363  | 375  |

| 2015 | 2020 | 2022 | - | - | - | - | - | - |
| ---- | ---- | ---- | - | - | - | - | - | - |
| 402  | 428  | 424  | - | - | - | - | - | - |

#### Pyramide des âges
La population de la commune est relativement jeune.
En 2018, le taux de personnes d'un âge inférieur à 30 ans s'élève à 36,7 %, soit en dessous de la moyenne départementale (37,3 %). À l'inverse, le taux de personnes d'âge supérieur à 60 ans est de 19,8 % la même année, alors qu'il est de 22,8 % au niveau départemental.
En 2018, la commune comptait 209 hommes pour 207 femmes, soit un taux de 50,24 % d'hommes, légèrement supérieur au taux départemental (48,89 %).
Les pyramides des âges de la commune et du département s'établissent comme suit.
| Hommes | Classe d’âge | Femmes |
| ------ | ------------ | ------ |
| 0,9    | 90 ou +      | 0,0    |
| 7,9    | 75-89 ans    | 9,4    |
| 10,7   | 60-74 ans    | 10,8   |
| 23,3   | 45-59 ans    | 20,7   |
| 20,5   | 30-44 ans    | 22,5   |
| 15,8   | 15-29 ans    | 15,5   |
| 20,9   | 0-14 ans     | 21,1   |

| Hommes | Classe d’âge | Femmes |
| ------ | ------------ | ------ |
| 0,5    | 90 ou +      | 1,4    |
| 5,5    | 75-89 ans    | 7,6    |
| 15,6   | 60-74 ans    | 16,3   |
| 20,8   | 45-59 ans    | 20     |
| 19,4   | 30-44 ans    | 19,4   |
| 17,6   | 15-29 ans    | 16,2   |
| 20,6   | 0-14 ans     | 19,1   |

## Culture locale et patrimoine

### Lieux et monuments
- Église du XIIIe siècle, Notre-Dame de Lihus est le seul édifice de cette époque, avec Saint-Aubin de Sommereux, entièrement conservé dans le Nord-Ouest de l'Oise[32].
Sa cloche de 1416 est classée monument historique[33].
- Château du XVIIIe siècle, construction arrêtée par fait de Révolution (propriété privée), et son jardin, aménagé aux XVIIIe et XIXe siècles[34].

### Personnalités liées à la commune
- Adrien Hanivel de Mannevillette : en 1662, il est constitué capitaine des chasses dans le Beauvaisis. Le 15 juin 1677, le roi lui accorde de nouvelles lettres patentes par lesquelles les terres de la seigneurie de Lihus sont érigées en comté sous le nom de Mannevillette.

### Héraldique
| Blason de Lihus | Blason  | Parti d'azur et de gueules, à la bande d'argent brochante et accompagnée de deux gerbes de blé d'or. |
| Blason de Lihus | Détails | Adopté par la municipalité.                                                                          |